# 難波侑平
難波 侑平（なんば ゆうへい、1999年5月6日 - ）は、岡山県岡山市中区出身の元プロ野球選手 （内野手）。右投左打。

## 経歴

### プロ入り前
小学3年からソフトボールを始める。中学校入学後、地元の硬式野球チームへ入団。創志学園高では、2年次の春・夏、3年次の春に甲子園に出場。2年次の全国高等学校野球選手権岡山大会における玉野光南高校との決勝戦では、1点リードされた9回一死一塁の場面で難波の打球は投前へのゴロとなり、併殺を成立した玉野光南はマウンド上で歓喜の輪をつくったが、審判団が協議した結果、難波の左足に当たった自打球が投前へ転がったとしてファウルボールとなり試合が再開された。結局その打席で難波はヒットを放ち、その後チームが逆転して甲子園出場を決めた。
2017年のプロ野球ドラフト会議で北海道日本ハムファイターズから4位で指名され、入団した。背番号は55。

### プロ入り後
入団後、一軍への昇格は一度もなく、二軍での成績も4年間で打率.203と振るわず、2021年11月2日に戦力外通告を受け、育成契約を打診された。
2022年10月3日、育成契約であったが、日本ハムから戦力外通告を受けた。

### 現役引退後
引退後は神奈川県横浜市青葉区の子供向けのベースボールアカデミー「Y.m Eye Academy」のコーチとして活動することが、本人のSNSを通じて発表された。
また、2023年5月にはYouTuberのSTスタジオが運営する軟式野球チーム「STBC」 (ST Baseball Club) に選手として加入することや、脱毛サロンを経営していることをSTBCのYouTubeチャンネルにて明かした。
さらに硬式野球ではクラブチームのジェイファムベースボールクラブにも選手として加入してプレー。9月の第47回全日本クラブ野球選手権では高校時代以来の二刀流として、投手兼指名打者での先発出場をこなした。なお、こちらのチームは同年末をもって休部となっている。
2024年は新たに軟式野球チーム「NBS」（ナンバーズ）を立ち上げ、同チームでプレーする。

## 選手としての特徴・人物
50mを5秒8で走る俊足とシュアな打撃、元投手らしく強肩が持ち味。
高校時代はエースとして、最速146km/hのストレートに加え、11種類の変化球を投じていた。
愛称は「バッチ」、「なんばっち」など数多くある。

## 詳細情報

### 年度別打撃成績
- 一軍公式戦出場なし

### 背番号
- 55（2018年 - 2021年）
- 155（2022年）